# Toskanische Ordnung

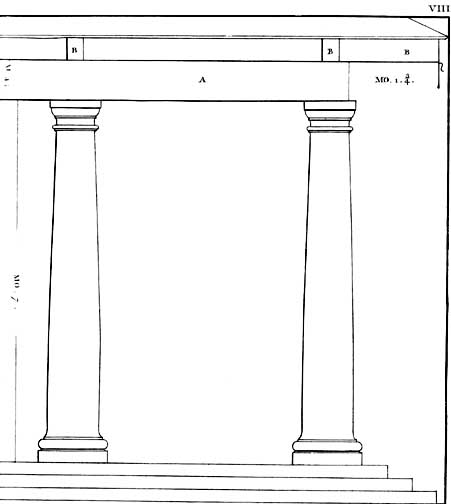
Die toskanische Säulenordnung (Abbildung nach Andrea Palladio)

Die toskanische Ordnung (auch als Rustika, tuskische oder etruskische Ordnung bekannt) ist eine der fünf klassischen Säulenordnungen. In der Hierarchie der Säulenordnungen nimmt sie den untersten Rang ein. Somit wird sie auch in der mehrstöckigen Fassadengestaltung für das unterste Stockwerk (Superposition) verwendet.

## Historische Entwicklung
Der griechische Einfluss auf die etruskische Architektur zeigt sich besonders bei den Säulenordnungen. Die etruskische Ordnung entstand als eine abgewandelte Variante der dorischen Ordnung.
Mit der Eroberung der etruskischen Gebiete durch die Römer ab dem 3. Jahrhundert v. Chr. wurde die etruskische Ordnung, zusammen mit anderen architektonischen Besonderheiten, weiterentwickelt und Bestandteil der römisch-antiken Architektur. Das Ergebnis dieser Weiterentwicklung ist als tuskische oder toskanische Ordnung bekannt. Dies ist auf den Hauptsiedlungsraum der Etrusker, die Toskana, zurückzuführen. 

## Aufbau der toskanischen Ordnung
Die toskanische Ordnung ist eine reine Säulenordnung ohne Ausbildung eines besonderen Gebälks und folgt in ihrem Aufbau den Grundzügen der dorischen Ordnung. 

Doch besitzt die toskanische Säule im Gegensatz zur dorischen eine Basis, die aus – laut Vitruv – runder Plinthe und einem einfachen Wulst besteht. Am Säulenschaft fehlt meist die Kannelierung, unterhalb des Kapitells befindet sich ein Halsring. Das dorisierende Kapitell ist in der Regel schmucklos und weist einen gering ausladenden Echinus mit abschließendem Abakus auf.

Das Gebälk war, wie bei den griechischen Frühformen, anfangs aus Holz und nicht aus Stein gebildet.